# Vila Matilde
Vila Matilde é um distrito do município de São Paulo, situado na zona leste do município e pertencente à Subprefeitura da Penha.
Bairros de Vila Matilde: Vila Aricanduva; Chácara 6 de Outubro; Vila Euthália; Vila Dalila; Jardim Maringá; Vila Talarico; Vila Nova Savoia; Vila Guilhermina; Jardim Triana; Jardim Assunção; Jardim Samara; Jardim São João; Jardim Hercília; Vila Palmeirinha; Cidade Patriarca.

## História
O distrito nasceu na segunda década do século XX, da mesma maneira de seus vizinhos e vários outros distritos paulistanos. Havia uma grande gleba de terra e pessoas dispostas a comprar, Nos primeiro anos da década de 20, essa gleba pertencia a Dona Escolástica Melchert da Fonseca e ia da Guaiaúna (hoje o distrito da Penha) à Fazenda do Carmo, (hoje o Parque do Carmo, no distrito de mesmo nome Parque do Carmo). Dona Escolástica tinha uma filha de nome Matilde, que havia sido casada com o ex ministro e embaixador José Carlos de Macedo Soares - figura importante da política paulistana. A área (gleba) era muito extensa e por isso foi por etapas. para dar início ao grande loteamento, Dona Escolástica começou pela parte principal, homenageando à sua filha Matilde, com o nome de Vila Matilde.

## Atualidade
Atualmente, o distrito de Vila Matilde possui um perfil residencial de classe média, com casas térreas e sobrados residenciais. Mas nos últimos anos, a Vila Matilde vem passando por um "boom" imobiliário, e casas são demolidas para dar lugar a edifícios residenciais de varias topologias, desde aqueles com espaço de lazer, para pessoas com maior poder aquisitivo, até "microapartamentos" ou "Studios", em condomínios sem garagem.
É famoso pelos seus antigos carnavais e pela escola de samba Nenê de Vila Matilde. Também destaca-se o "comércio de bairro", principalmente na região do bairro Vila Dalila, sendo que a Avenida Waldemar Carlos Pereira tem boa parte de seu comércio.

## Demografia
Evolução demográfica do distrito de Vila Matilde

## Transporte

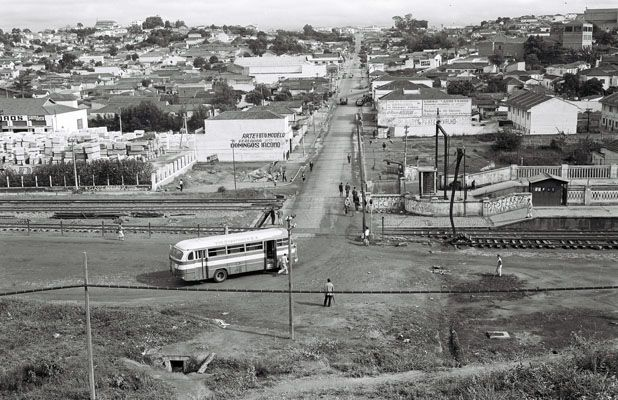
Estação de Trem da Vila Matilde, antes da construção do Viaduto Dona Matilde, data desconhecida

O distrito é amplamente atendido pela Linha 3-Vermelha do Metrô de São Paulo com as estações: Vila Matilde, Penha, Guilhermina-Esperança e Patriarca-Vila Ré, sendo que esta última está localizada nos limites do distrito. A Vila Matilde ainda ganhará mais uma estação de metrô, Aricanduva, como parte do plano de expansão da Linha 2-Verde, com entrega prevista para 2026.
Além do Metrô, diversas linhas de ônibus da SPTrans estão presentes no distrito, em maioria localizadas na Avenida Itaquera e Radial Leste.
O distrito também é cortado pela Linha 11-Coral da CPTM, porém desde a inauguração do chamado Expresso Leste no ano 2000, já não é mais atendido por trens urbanos. A antiga estação ferroviária do distrito atualmente se encontra abandonada e ambas as plataformas foram demolidas em 2017.

## Distritos limítrofes
- Penha (Norte)
- Artur Alvim (Leste)
- Cidade Líder (Sudeste)
- Aricanduva (Sul)
- Carrão (Oeste)